# Ипатова, Валентина Филипповна

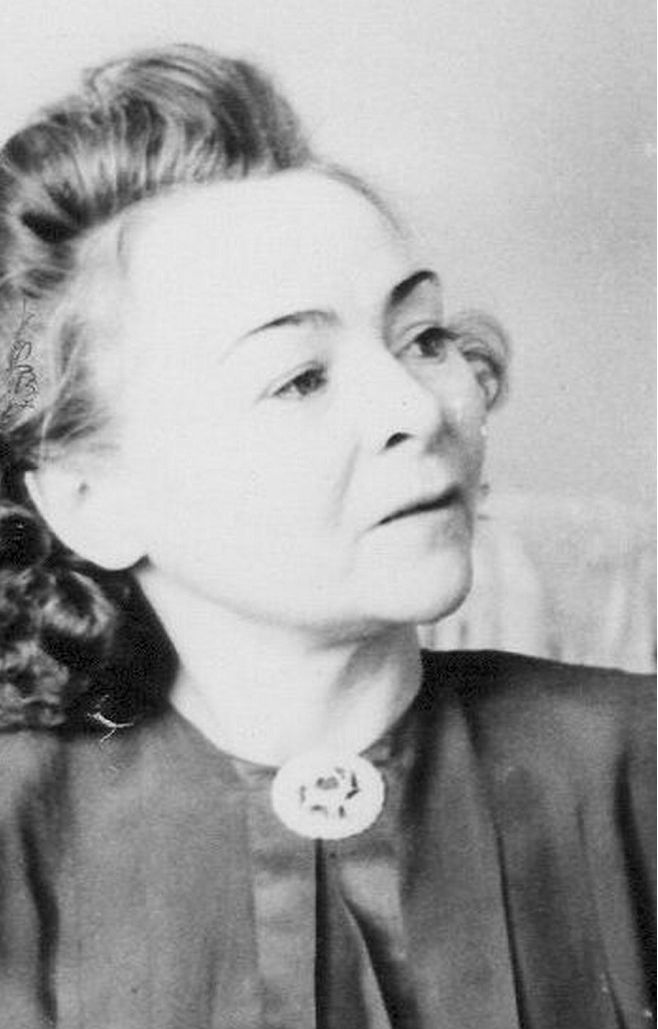
Валентина Филипповна Ипатова

Валентина Филипповна Ипатова (1918—2003) — советская и казахстанская артистка балета, балетмейстер, педагог. Заслуженная артистка Казахской ССР.

## Биография
Родилась 18 апреля 1918 года в г. Городец Нижегородской губернии.
Вскоре семья переехала в Самару, где в балетной студии при театре началась профессиональная учёба будущей балерины. В 1938 году после окончания студии была принята в балетную труппу.
Участвовала в спектаклях балетного репертуара и балетных сценах оперных спектаклей. В годы войны выступала в составе фронтовых бригад Юго-западного фронта. В 1946 году вернулась на балетную сцену получив приглашение в труппу Свердловского театра оперы и балета им. Луначарского. Участвовала в балетах «Лебединое озеро», «Шопениана», «Вальпургиева ночь» (Фауст) и «Сады Наины» (Руслан и Людмила).
В 1948 году переехала в Караганду к родным и начала преподавать в танцевальном кружке Дома пионеров. Поставила первый детский балет «Красная шапочка» по собственному либретто на музыку композитора Р. Рихтера. С 1952 года — руководитель хореографического коллектива Дворца культуры горняков. В 1959 году поставила первый большой спектакль — балет Асафьева «Бахчисарайский фонтан» с участием своих повзрослевших учеников, а в 1961 году приступила к постановке балета П. Чайковского «Лебединое озеро».
В 1959 году награждена медалью «За трудовое отличие».
В 1962 году с присвоением звания Народный театр балета коллектив получил приглашение выступить на сцене Кремлёвского театра в Москве с балетом «Бахчисарайский фонтан». На разных сценах Москвы спектакль был показан 4 раза и был отмечен статьями и рецензиями в центральных и казахстанских изданиях, включая статью первого постановщика этого балета профессора Р. Захарова в газете «Известия». Накануне московских гастролей В. Ф. Ипатова получила звание Заслуженной артистки КазССР
В начале 1964 года на гастролях в Алма-Ате спектакль карагандинского балета «Лебединое озеро» был показан 3 раза. Работой с необычным балетным коллективом заинтересовался главный балетмейстер алма-атинского ГАТОБ им. Абая Заурбек Райбаев. В 1964 году он поставил два одноактных балета с участием карагандинских артистов: «Болеро» Равеля и «Франческа да Римини» на музыку Чайковского, которые вошли в программу вечера одноактных балетов вместе с поставленной В. Ф. Ипатовой «Вальпургиевой ночью».
В 1966 году состоялась премьера 3-актного балета Пуни-Глиэра «Эсмеральда» в постановке В. Ф. Ипатовой.
В 1967 году карагандинский балет обогатился постановкой на местном материале. «Пике в бессмертие» — так называлась повесть Г. Якимова о герое-летчике карагандинце Нуркене Абдирове. Произведение Якимова Ипатова переработала в либретто и на специально написанную к этому либретто композитором А. Рудянским музыку создала хореографию. В 1970 году вышла вторая редакция спектакля.
В 1968 году в репертуаре появилась сюита из балета Чайковского «Щелкунчик» в хореографии Вайнонена.
При театре работала балетная студия и поколения новых артистов постоянно входили в имеющийся репертуар. В 1969 году на сцену вернулась «Эсмеральда» уже с новым составом исполнителей.
В 1971 году за выдающиеся заслуги в творческом труде Валентина Филипповна Ипатова УКАЗОМ Президиума Верховного Совета СССР от 2 июля 1971 г. была награждена высокой правительственной наградой Орденом Ленина.
Театр балета продолжал развиваться, с ним охотно сотрудничали балетмейстеры. В 1972 году для постановки балета Адана «Жизель» был приглашен балетмейстер Владимир Иванович Бурцев (известен, как автор удачных редакций балетов классического репертуара в театрах оперы и балета Новосибирска, Минска, Красноярска, Алма-Аты). А в 1974 году он подарил театру постановку Гран па из «Пахиты» Петипа. Заурбек Райбаев также продолжал поддерживать контакт с карагандинским балетом — в 1975 году он поставил здесь «Шопениану» Фокина.
В. Ф. Ипатова руководила балетом в Караганде около полувека. Творческий путь Ипатовой и карагандинского балета отражен в многочисленных публикациях в прессе (их свыше 150), фильмах и телепрограммах.
В честь её 85-го дня рождения в мае 2003 года на сцене Карагандинского дворца культуры горняков танцевали уже ученики её учеников.
Умерла В. Ф. Ипатова 15 июня 2003 года, похоронена на кладбище Кирзавод по улице Ключевая в Караганде. Спустя два года в Караганде на доме, где она жила, была установлена мемориальная доска.